# Marie Claire Tchecola
Marie Claire Tchecola är en guienansk sjuksköterska som överlevt sjukdomen ebola.
Tchecola var den första i sin familj att utbilda sig och började arbeta som sjuksköterska på akuten vid Donka sjukhuset i Conakry, Guinea.
I juli 2014 behandlade Tchecola en allvarligt sjuk patient som visade sig ha ebola. Hon blev själv sjuk men kunde tidigt isolera sig eftersom symtomen var bekanta för henne. Under sin sjukdom fick hon erfara hur ebolapatienter behandlas och när hon tillfrisknade valde hon att engagera sig i Ebola Survivors Association of Guinea. Genom organisationen försöker hon motverka det stigma många överlevare efter ebola drabbas av. 